# Ki・mi・ni・mu・chu
「Ki・mi・ni・mu・chu」（キ・ミ・ニ・ム・チュー）は、EXILEの47枚目のシングル。2015年12月9日にrhythm zoneから発売。

## 概要
前作「24karats GOLD SOUL」から4カ月ぶりのシングル。「CD+DVD」「CDのみ」の2形態で発売。
2015年12月末でパフォーマーとしての活動を終える松本利夫、ÜSA、MAKIDAIが参加した最後のシングル。

## 収録曲

### CD
1. Ki・mi・ni・mu・chu [4:23]
作詞：ATSUSHI / 作曲・編曲：Daniel Sherman、Claire Rodrigues Lee、Sam Gray / コーラスアレンジ：木島タロー
  - サントリー「ザ・モルツ」CMソング[6]
2. LAST CHRISTMAS -2015 Version- [5:03]
作詞・作曲：ジョージ・マイケル / 日本語詩：松尾潔 / 編曲：POCHI
  - 29thシングルの新録バージョン
  - ワム!のカバー
3. Ki・mi・ni・mu・chu（Instrumental）
4. LAST CHRISTMAS -2015 Version-（Instrumental）

### DVD
1. Ki・mi・ni・mu・chu（MUSIC VIDEO）